# Sandra Frizzera
Sandra Frizzera nata Forti (Romagnano, 25 gennaio 1924 – Trento, 23 ottobre 2013) è stata una scrittrice e giornalista italiana.

## Biografia
Sandra Frizzera nasce a Romagnano, un piccolo borgo al limitare di Trento, nel 1924, da una famiglia contadina. Primogenita di sei fratelli, viene allevata secondo i valori e gli usi dell'epoca, aiutando i genitori in casa e con i fratelli. Un suo componimento scolastico le valse un premio nazionale che le permise, ormai adolescente, di andare a Roma per frequentare un corso di scrittura presso l'Istituto dell'Editrice San Paolo di Roma.
Contemporaneamente frequentava una scuola per istitutrici della capitale, terminata la quale trovo' un impiego presso la moglie di un diplomatico italiano, l'allora console generale argentino, come governante e bambinaia.  La famiglia del diplomatico fu inviata negli USA, trascorrendo prima due anni a New Orleans, successivamente si spostò in Argentina. A Buenos Aires, Sandra conobbe un emigrato di origini trentine, Remo Frizzera che sposerà e con il quale tornerà a Trento.
Dall'unione nascono due figli Ruben (1954-2007) e Viviana (1964-1986).
Remo Frizzera fu fratello del conosciuto commercialista trentino Bruno Frizzera.
Rientrata in patria, Sandra scrive per alcuni giornali locali, firmandosi con il cognome del marito. Dagli anni '60, inizia anche a scrivere le prime opere di narrativa per ragazzi che la rendono da subito popolare fra insegnanti e scolaresche. Durante una vacanza con la famiglia, nel 1972, scopre e racconta per la prima volta ai trentini la vicenda di Štivor, villaggio bosniaco fondato alla fine del XIX secolo da una colonia di trentini emigrati dalla Valsugana, luogo dove dopo più di cento anni il ricordo e il dialetto della terra di origine degli antenati era mantenuto. Su questo argomento scriverà uno dei suoi libri e articoli.
La produzione letteraria di questa scrittrice, rivolta in gran parte all'infanzia, è imperniata sull'amore per la città natale, per il Trentino e l'ambiente naturale della sua terra, montagna, paesi e gente; le narrazioni tendono a riportare la cultura e le tradizioni della popolazione locale e non manca mai l'attenzione ai bisognosi e alla semplicità degli usi e costumi. 
A Trento, Sandra è  impegnata in politica con la Democrazia Cristiana e diventa consigliere comunale pur non smettendo mai di scrivere: è sempre più conosciuta infatti a livello locale come autrice, piuttosto nota ed affermata. Collabora con il Forum trentino per la Pace. È inoltre membro dell'Accademia Medicea di Firenze, dell'Accademia roveretana degli Agiati e della commissione Cultura della Provincia. Si interessa alle problematiche sociali della città, collabora con il Centro Italiano Reinserimento Sociale e si spende per il miglioramento delle condizioni di detenzione delle donne nel carcere di Trento.
Nel maggio 2004 riceve come omaggio della sua terra il riconoscimento «Aquila ardente di San Venceslao», Sigillo della città di Trento.

## Produzione letteraria

### Libri
- Quattro salti fra le nuvole, Gastaldi, 1961
- Prigioniero dei monti d'argento, Artigianelli, 1964
- Il sole dietro le mura, Reverdito, 1972
- Stivor, odissea della speranza, Manfrini, 1976
- Stivor: la nostra terra, Manfrini, 1977
- La torre di fuoco, EMP, 1977
- Sei ragazzi, un vecchio un cane, Ed. Massimo, 1980
- Dal Prà: romanzo, Artigianelli, 1980
- Un’estate davvero eccezionale, Fabbri , 1982
- La stagione della speranza , Edizioni La Scuola, 1983
- Il tempo delle nespole, Edizioni La Scuola, 1986
- Mario Lopez: desaparecido, Edizioni Mondadori,1987
- La valle oltre la diga, Fabbri, 1988
- Aurora sul Baikal, Edizioni Mondadori, 1991
- Fino all'ultimo raggio di sole, Edizioni Ugo Mursia Editore, 1995
- Patagonia terra amica, Edizioni Ugo Mursia Editore, 1996
- Sul filo dei ricordi, Edizioni Arca, 1996
- Cavalcando verso il cielo, Amorth, 1997
- Quella diga nella valle, Edizioni SEI, 1998
- Assassinio alla villa, Esperia, 1998
- Accadde lungo il fiume, Esperia, 1999
- Paese di luce, edizioni La Scuola,1999
- Il mistero dell'uomo mummificato, Esperia, 1999
- Sei cavallini e una giostra, Panorama, 2001
- Come sta Carlotta?, Esperia, 2001
- La terra dell'oro, Falzea, 2002
- Giallo a Piné, Edizioni Curcu & Genovese Ass., 2004
- Alba sulla Bersntol, Edizioni Curcu & Genovese Ass., 2005
- Un cuore due vite, Nuove arti grafiche, 2006
- Trento 1769. Sinfonia mozartiana, Edizioni Stella, 2007
- Trento 1824. All'ombra di cento bandiere, Edizioni Stella, 2008
- Trento 1918. Le tante voci della storia, Edizioni Stella, 2008
- Lunga notte verso il domani, Nuove arti grafiche, 2009
- Le tante voci dell’amore Edizioni31, 2010
- Nel silenzio parole d’amore, Edizioni31, 2011
- Il calicanto sotto la neve, Edizioni31, 2012
- Trento universitaria, Edizioni31 , 2013

### Articoli
- La casa per gli spiriti ., Strenna trentina .... Trento : Tridentum, [1920?]- . A. 1983, 129-131 p.
- La lunga storia dell'emigrazione : Aldeno-Mahovliani-Agro PontinoFrizzera, Strenna trentina .... Trento : Tridentum, [1920?]- . A. 1985,
- Gente tirolesa che non finirà mai di sorprendere. Strenna trentina .... Trento : Tridentum, [1920?]- . A. 1986, p. 163-164 : ill.
- Un avventuroso giro del mondoStrenna trenttina, Trento : Tridentum, [1920?]- . A. 1987, p. 83-85
- Un lungo filo mai spezzato Strenna trentina .... Trento : Tridentum, [1920?]- . .A. 1988, p. 161-163 : ill.
- Scarpe scarpe scarpe. Strenna trentina .... Trento : Tridentum, [1920?]- . A. 1990, p. 61-63
- Un patrimonio da conservare : i ricordi,  Strenna trentina .... Trento : Tridentum, [1920?]- . A. 1991, p. 99-103
- Come una favola   Strenna trentina .... Trento : Tridentum, [1920?]- . A. 1992, p. 203-205
- Il testamento della vecchia zia ,  1992 Strenna trentina .... Trento : Tridentum, [1920?]- . A. 1993, p. 187-188
- Alla fiera di S. Giuseppe, molti anni fa  1993 Strenna trentina .... Trento : Tridentum, [1920?]- . A. 1994, p. 193-194l
- Storie d'altri tempi ,  1994 Strenna trentina .... Trento : Tridentum, [1920?]- . A. 1995, p. 229-230
- Nonna Anna ,  Strenna trentina .... Trento : Tridentum, [1920?]- . A. 1996, p. 151-153
- Quanto è cambiata Trento!  1996 Strenna trentina .... Trento : Tridentum, [1920?]- . A. 1997, p. 233-234
- Quando la solidarietà ha le ali d'oro , 1997 Strenna trentina .... Trento : Tridentum, [1920?]- . A. 1998, p. 110-111
- Quella lettera  Strenna trentina .... Trento : Tridentum, [1920?]- . A. 1999, p. 21-23
- Come era verde la mia valle ,   Strenna trentina .... Trento : Tridentum, [1920?]- . . A. 2008, p. 37-39